# Plectrocnemia scoparia
Plectrocnemia scoparia là một loài Trichoptera trong họ Polycentropodidae. Chúng phân bố ở miền Cổ bắc.